# تسجيل الوحدة المفردة
في علم الأعصاب توفر  تسجيلات الوحدة المفردة طريقة لقياس الاستجابات الكهربية الفسيولوجية لعصبون واحد باستخدام نظام مسرى مكروي عندما يولد العصبون جهد الفعل، تنتشر الإشارة أسفل الخلية العصبية كتيار يتدفق داخل وخارج الخلية عبر مناطق الغشاء المثير في الجسم والمحاور العصبي. يُدخل القطب كهربائي الدقيق في الدماغ، حيث يمكنه تسجيل معدل التغير في الجهد فيما يتعلق بالوقت. يجب أن تكون هذه الأقطاب الكهربائية دقيقة الموصلات ذات المعاوقة المنخفضة؛ وهي في الأساس ماصات زجاجية دقيقة، أو أقطاب كهربائية دقيقة معدنية مصنوعة من البلاتين أو التنجستن أو الإيريديوم أو حتى أكسيد الإيريديوم.    يمكن وضع أقطاب كهربائية دقيقة بالقرب من غشاء الخلية، مما يتيح القدرة على التسجيل خارج الخلية.

## روابط خارجية
- الفيزيولوجيا الكهربية للعصب
- الكلية الأمريكية لعلم الأدوية النفسية والعصبية: الفيزيولوجيا الكهربية
- التسجيلات العصبية
- Scholarpedia- الجهد المشبك
- بوابة الدماغ